# Архангельський пересильний пункт ОГПУ
Архангельський пересильний пункт ОГПУ (Архперпункт) — підрозділ, що діяв в структурі Головного управління виправно-трудових таборів Народного комісаріату внутрішніх справ СРСР (ГУЛАГ НКВС) з 06.06.31 по 25.03.33 в м.Архангельськ.

## Історія
Був створений одночасно з ліквідацією Північних таборів ОГПУ особливого призначення.
В 1933 р. був реорганізований в табірне відділення (ЛО) з безпосереднім підпорядкуванням Ухтинсько-Печорському ВТТ.
Основним призначенням було пересилання вантажів на Ухту і Вайгач.